# Piégée par amour
Piégée par amour (The Preacher's Mistress) est un téléfilm américain réalisé par Michelle Moweer et diffusé le 2 novembre 2013 sur Lifetime.

## Synopsis
La vie d'une jeune femme bascule quand elle est accusée du meurtre d'une femme. On se rend compte par la suite que la meilleure amie de la femme et son amant ont tout manigancé, l'une agissant par pure vengeance et l'autre pour pouvoir éliminer sa femme et être avec sa maîtresse. 

## Fiche technique
- Titre original : The Preacher's Mistress
- Réalisation : Michelle Mower
- Scénario : Kevin Dean et Michelle Mower
- Photographie : Mark David
- Musique : Scott Szabo
- Langue originale : anglais
- Durée : 91 minutes
- Date de diffusion :
  -  France : 24 mars 2014 sur M6

## Distribution
- Sarah Lancaster : Gwen
- Drew Waters : Ed Baker
- Natalia Cigliuti (VF : Pamela Ravassard)[2] : Sidney Marshall
- Eleese Lester : Ellen Griffith
- Logan Lindholm : Alec Griffith
- Julia Barnett : Kelly Baker
- David Born : Dwight Tomkins
- Rutherford Cravens (en) : Wayland Meyerton
- Rob Franco : Jake
- Jessica Grizzaffi : Vivica Aimes
- Angela Rawna : Rita Alvarez

## Accueil
Le téléfilm a été vu par 2,013 millions de téléspectateurs lors de sa première diffusion.